# Lotnictwo artyleryjskie
Lotnictwo artyleryjskie (rozpoznania artyleryjskiego) – lotnictwo wojsk lądowych przeznaczone do wykonywania zadań dla artylerii. 

## Charakterystyka
Jeden z rodzajów lotnictwa bojowego. Występuje w małych pododdziałach (najczęściej kluczach), wchodzących w skład związków taktycznych i związków operacyjnych wojsk lądowych. Wyposażone jest w lekkie samoloty i śmigłowce. Używane do rozpoznawania celów naziemnych znajdujących się poza zasięgiem widoczności artyleryjskich punktów obserwacyjnych oraz do korygowania ognia artylerii.

## Jednostki lotnictwa artyleryjskiego
Powyższa definicja pochodzi z lat 60 XX wieku i odnosi się do ówczesnego Wojska Polskiego w strukturach, którego występowały między innymi klucze brygad rakiet operacyjno-taktycznych:
- 1 klucz śmigłowców 32 Łużyckiej Brygady Artylerii w Orzyszu,
- 2 klucz śmigłowców 18 Brygady Artylerii w Bolesławcu,
- 3 klucz śmigłowców 2 Brygady Artylerii w Choszcznie

W czasie II wojny światowej lotnictwo artyleryjskie było zorganizowane w eskadry i pułki. Przykładem mogą być jednostki WP:
- 14 Samodzielny Pułk Lotnictwa Rozpoznania i Korygowania Ogniem Artylerii
- 663 Dywizjon Samolotów Artylerii